# Литовсько-московська війна (1500—1503)
Литовсько-московська війна 1500—1503 років (біл. Літо́ўска-маско́ўская вайна́, пол. wojna litewsko-moskiewska, рос. русско-литовская война) — конфлікт, що поклав початок низці військових сутичок між Великим князівством Литовським, Руським та Жемантійським, (до складу якого входили руські князівства) і Московією за спадщину Київської Русі.

## Підстави
Приводом до воєнних дій став самовільний перехід з-під зверхності великого князя литовського Олександра під владу князя Московського Івана III Васильовича частини верховських і сіверських князів разом з своїми уділами. Зокрема в Московське підданство в кінці 1499 — на самому початку 1500 року «від'їхав» Більський князь Семен Іванович.
У квітні 1500 року до Москви прибула литовська делегація, яка вимагала пояснень раптового переходу Семена Івановича. У відповідь литовці отримали звістку, що в Московію «від'їхали» ще князі Мосальські та Хотетовські, яким нібито намагались нав'язати католицизм. Проте литовським послам було відомо, що ці князі могли перейти не добровільно, оскільки вже з лютого-березня 1500 року у їхні уділи вторглись московські війська.
Весною 1500 також на московську сторону перейшли князі Семен Можайський та Василь Шемячич, які володіли значними уділами на Сіверщині, зокрема перший — Чернігівським, Стародубським і Карачевським князівствами а також містами Гомель і Хотимль, а другий був князем в Новгороді-Сіверському.

## Війна
У травні 1500 р., ще до офіційного оголошення війни, московські війська трьома групами розпочали наступ на східні землі ВКЛ й захопили Брянськ, Гомель, Любеч, Мценськ, Мосальськ, Новгород-Сіверський, Оршу, Рильськ, Серпейськ (нині село Калузької обл., РФ), Стародуб, Путивль, Дорогобуж.
14 липня 1500 р. під Дорогобужем на р. Відроша (басейн Дніпра) відбулася битва між литовськими (близько 7—8 тис. — під командуванням князя К. І. Острозького) і московськими (близько 20—25 тис. — під командою князя Данила Щені) військами, яка закінчилася поразкою литовців і полоненням князя К. Острозького.
У лютому 1501 року литовські посли в Москві запропонували припинити військові дії, проте князь московський Іван Васильович відмовився.
Тоді 3 березня 1501 року відбулась зустріч великого князя литовського Олександра Ягеллончика з магістром Лівонського ордена Вальтером фон Плеттенбергом, щоб узгодити взаємодопомогу у війні.
21 червня 1501 року в Вендені (Лівонія; нині Цесис в Латвії) — було підписано Венденський договір між Великим князівством Литовським та Лівонським орденом з метою спільних дій проти Великого князівства Московського.
У травні 1501 московські війська продовжили наступ на Велике князівство Литовське. 4 листопада вони здобули перемогу над литовцями під Мстиславлем. Проте на кінець року литовським військам таки вдалося здолати частину московських полків біля озера Смолина, що на Вітебщині.
Влітку і восени 1502 та в лютому 1503 московські війська здійснили кілька успішних рейдів у внутрішні райони Великого князівства Литовського з метою розорення територій. У березні 1503 до Москви прибули литовські посли з новою пропозицією миру.

## Результат
Проте московський уряд погодився лише на 6-річне перемир'я. Згідно з його умовами, ВКЛ передавало Московії вже фактично захоплені ним 20 міст і 70 волостей і визнавало за Іваном III Васильовичем титул «Государ всієї Русі». Угода була ратифікована королем польським і великим князем литовським Олександром у Варшаві в червні 1503 р.
В результаті ВКЛ втратило близько 1/3 всієї своєї території, і було серйозно послаблено в умовах стрімкого росту Московської держави. Мирний договір не задовольнив жодну сторону, і як наслідок невдовзі спалахнула нова війна.